# Felix Abraham

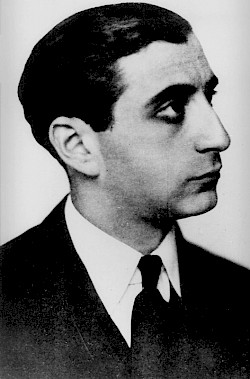
Felix Abraham

Felix Abraham (* 30. August 1901 in Frankfurt am Main; † 8. September 1937 in Florenz) war ein deutscher Arzt, Sexualforensiker (Gerichtsgutachter) und „Leiter der sexualforensischen Abteilung“ am ersten Institut für Sexualwissenschaft in Berlin.

## Leben

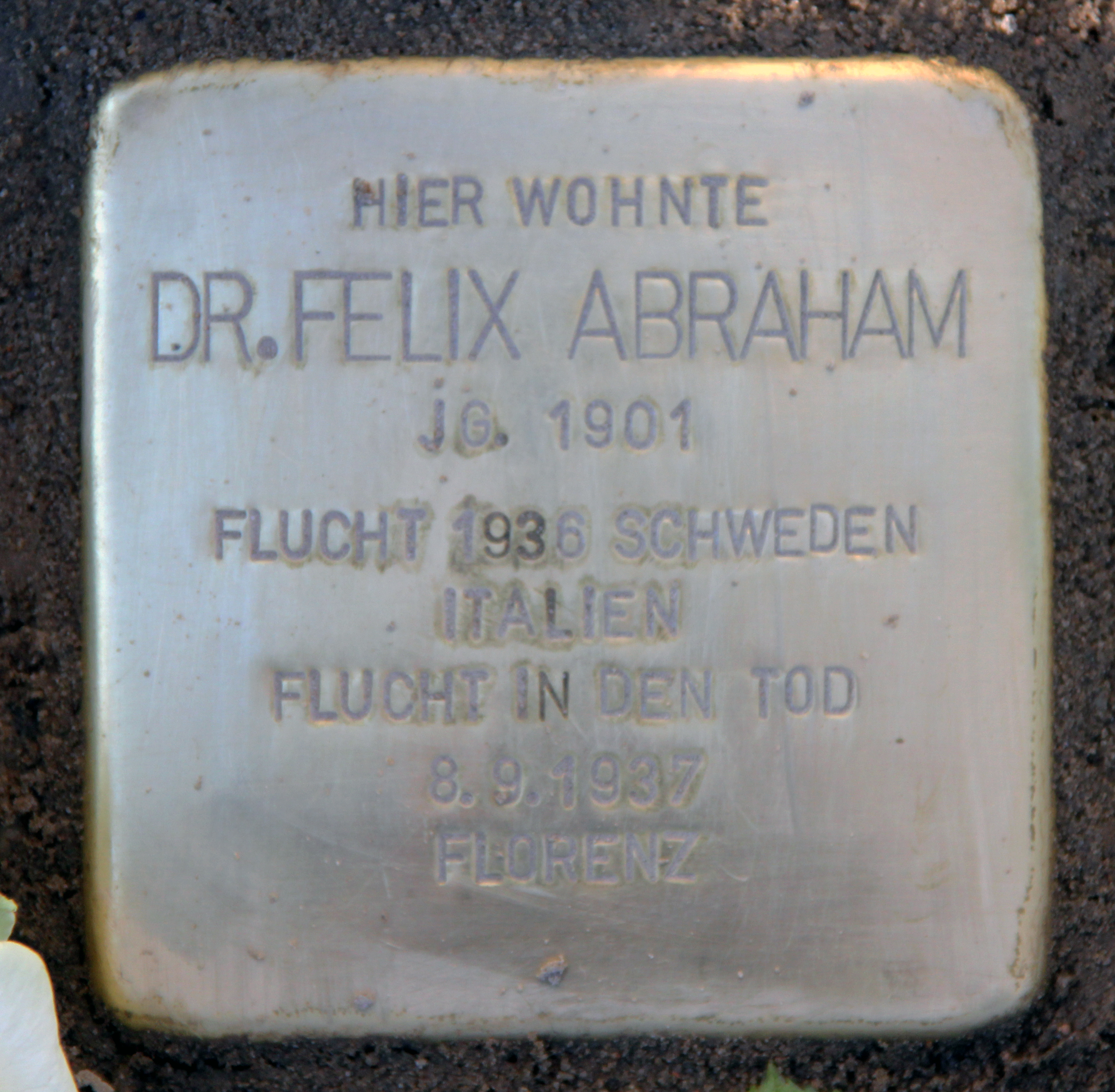
Stolperstein am Haus, Gritznerstraße 78, in Berlin-Steglitz

Ende 1928 promovierte Abraham bei Philipp Schwartz in Frankfurt am Main mit der Dissertation Untersuchungen über die Veränderungen der Sterblichkeitsstatistik des ersten Lebensjahres, die im selben Jahr in Buchform erschien. Ein Jahr nach seiner Promotion nahm er seine Arbeit als Assistenzarzt auf. Von 1929 bis zur Machtübergabe an die Nationalsozialisten 1933 und darauffolgender Schließung des Instituts für Sexualwissenschaft in Berlin war er dessen „Leiter der sexualforensischen Abteilung“ (Gerichtsmedizin) und beteiligte sich an sexualwissenschaftlichen Lehrveranstaltungen. Sein Spezialinteresse richtete sich auf damalige „Sexualdelikte“ wie Infantilismus, Exhibitionismus und Flagellantismus. Neben dem Vorstand war er einer der drei ständigen Ärzte am Institut und Nachfolger des Psychiatrie-Dozenten Arthur Kronfeld.
Im Institut war er Ansprechpartner für „Transvestiten“, ein Begriff, der damals die Begriffe Transvestitismus, Travestie, Transgeschlechtlichkeit und Transsexualität umfasste. Rudolph Richter (1892–1966) lebte und arbeitete unter dem Vornamen Dora, auch Dorchen genannt, mehr als zehn Jahre lang als Hausmädchen im Institut. Schon 1922 wurde eine Kastration vorgenommen. Anfang 1931 erfolgte eine Penektomie, gefolgt von der Konstruktion einer Neovagina im Juni 1931. Diese erste komplette operative „Genitalumwandlung“ wurde wie der vermutlich zweite Fall von Hugo Otto Arnold Ebel (Toni Ebel) durch Ludwig Levy-Lenz am Institut vorgenommen. Beide Fälle wurden von Abraham 1931 in der Zeitschrift für Sexualwissenschaft publiziert.
Um 1933 war Abraham mit der Pianistin Ellen Epstein befreundet. Im Jahre 1935 praktizierte Abraham als Arzt in Berlin. 1936 versuchte er, nach Schweden überzusiedeln und dort eine Stelle als Arzt zu finden, doch seine Unternehmungen misslangen. Im Frühjahr 1937 emigrierte er nach Italien, wo er Ende 1937 im Exil in Florenz Suizid beging. Sein Freitod ist durch einen Brief von Anfang 1939 belegt.
Am 12. November 2016 wurde vor seinem ehemaligen Wohnort, Berlin-Steglitz, Gritznerstraße 78, ein Stolperstein verlegt.

## Schriften
- Untersuchungen über die Veränderungen der Sterblichkeitsstatistik des ersten Lebensjahres. Münch, Frankfurt am Main / Niederrad 1928 (Dissertation)
- Vorwort zu Karl Plättner: Eros im Zuchthaus. Sehnsuchtsschreie gequälter Menschen nach Liebe. Eine Beleuchtung der Geschlechtsnot der Gefangenen, bearbeitet auf der Grundlage von Eigenerlebnissen, Beobachtungen und Mitteilungen in achtjähriger Haft. Vorwort von Magnus Hirschfeld und Felix Abraham,
 1. Auflage: Mopr-Verlag, Berlin 1929;
 2. Auflage: Witte, Hannover 1930
- Herausgeber von Perversions sexuelles. D’après l’enseignement du docteur Magnus Hirschfeld, par son premier assistant le docteur Félix Abraham; traduit et adapté par le docteur Pierre Vachet, Éditions internationales François Aldor, Paris 1931.
- Chirurgische Eingriffe bei Anomalien des Sexuallebens. In: Therapie der Gegenwart, n°67, 1926, S. 451–455
- Genitalumwandlungen an zwei männlichen Transvestiten. In: Zeitschrift für Sexualwissenschaft und Sexualpolitik, Nr. 18, 1931, S. 223–226.